# Tombe S9 d'Abydos
La tombe S9 d'Abydos (Abydos-sud) est le nom moderne donné à une tombe de l'Égypte antique à Abydos. La tombe est très probablement royale et date du milieu de la XIIIe dynastie. Les découvertes faites dans les tombes voisines indiquent que la tombe S9 a subi d'importants pillages de pierres et de tombes sanctionnés par l'État au cours de la Deuxième Période intermédiaire, quelques décennies seulement après sa construction, ainsi qu'au cours des périodes romaine et copte ultérieures. Bien qu'aucune preuve directe n'ait été trouvée pour déterminer le propriétaire de la tombe, de fortes preuves indirectes suggèrent que la tombe voisine S10, légèrement plus petite, appartient au pharaon Sobekhotep IV. Par conséquent, l'égyptologue Josef W. Wegner a provisoirement attribué la tombe S9 au prédécesseur et frère de Sobekhotep IV, Néferhotep Ier. Selon Wegner, la tombe pourrait avoir été recouverte à l'origine par une pyramide.

## Description

### Localisation
La tombe S9 fait partie d'une nécropole royale datant de la fin du Moyen Empire - Deuxième Période intermédiaire, située immédiatement au nord-est de la chaussée menant au complexe funéraire beaucoup plus grand de Sésostris III de la XIIe dynastie, près de l'ancienne ville de Ouah-Sout et au pied de la Montagne d'Anubis, une colline naturelle en forme de pyramide,. Il a d'abord été exploré sommairement par Émile Amélineau, puis fouillé par Edward Russell Ayrton, Arthur Weigall et William Matthew Flinders Petrie en 1901-1902. La tombe était recouverte de sable et s'est avérée avoir été fortement perturbée, par exemple, le toit en pierre des chambres souterraines avait été pillé.

### Plan
La tombe S9 comprend les vestiges d'un mur d'enceinte intérieur en briques crues, de plus de 45 × 60 m, ainsi qu'une section d'un mur extérieur ondulé blanchi à la chaux devant le côté Nord. C'est là que se trouvait une petite chapelle rectangulaire dont seul un rang de briques subsiste, et, au-delà, l'entrée des substructures. La disposition générale du complexe funéraire est très similaire à celle de la pyramide sud de Mazghouna.
Les substructures ont été creusées dans le sable dur, à environ trois mètres sous la surface, et revêtues de blocs de calcaire lisse. Un passage mène à une herse en quartzite, destinée à empêcher les pilleurs de tombes d'atteindre la chambre funéraire. Au-delà de la herse se trouve une chambre tapissée de pierres de 2,1 × 3,0 m, dont le sol cache un autre passage bloqué par deux herses, l'une en calcaire et l'autre en quartzite. Au-delà, se trouve la chambre funéraire abritant un sarcophage massif construit à partir de trois blocs de grès quartzite, grossièrement taillés à l'extérieur, mais bien polis à l'intérieur. L'extrémité sud de la chambre funéraire comportait également un renfoncement destiné à contenir des objets funéraires.
Dans l'ensemble, le plan des substructures de la tombe S9 est similaire à celui de la pyramide de Khendjer. De petits fragments de bois brûlé y ont été découverts lors des fouilles de 1901, ce qui laisse supposer que le cercueil en bois du roi a été détruit. Depuis, des bandages brûlés, de petits morceaux de plâtre inscrits et dorés provenant du masque de la momie du roi, ainsi que des morceaux de marqueterie en bois et en faïence, des jarres en pierre, des perles et des aiguilles en os ont été mis au jour dans les substructures ainsi que dans les décombres du mur d'enceinte.

### Type
Aucune trace des superstructures qui recouvraient la tombe S9 n'a survécu et la détermination de son type — mastaba ou pyramide — reste difficile. Ayrton, Weigall et Petrie pensaient que S9 était un mastaba, en raison du mur d'enceinte qui, selon eux, aurait retenu le sable tassé au sommet des sous-structures. Cependant, la nature royale de S9 et S10 ainsi que leurs similitudes architecturales avec les pyramides de la fin du Moyen Empire dans la région de Memphis ont conduit Wegner à suggérer que S9 aurait également pu être une pyramide. Malgré ces arguments, l'égyptologue Aidan Mark Dodson affirme qu'il n'est toujours pas clair si S9 était un mastaba ou une pyramide.

## Attribution

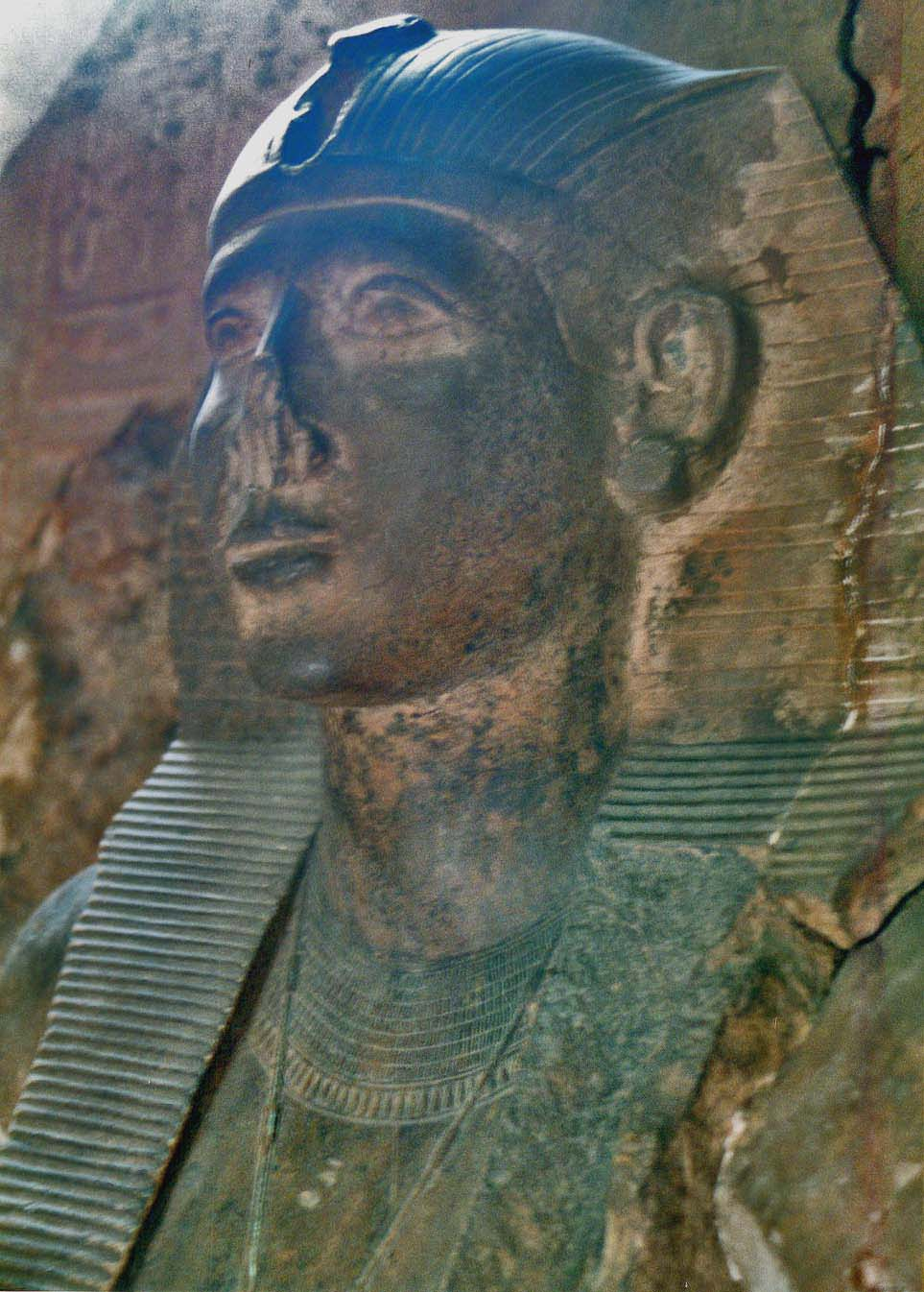
Statue de Néferhotep Ier provenant d'un naos trouvé à Karnak mais pouvant provenir de S9.

Les fouilles menées en 2003 et en 2014 ont rendu très probable que cette structure ainsi que celle voisine S10 étaient à l'origine des tombes royales. À cette dernière date, lors de fouilles dirigées par Josef W. Wegner de l'université de Pennsylvanie, un fragment de stèle funéraire portant un relief nommant un roi « Sobek[hotep] » a été découvert à l'intérieur de l'enceinte de la tombe S10, sur le côté est du complexe, où un temple funéraire aurait pu autrefois exister. En outre, des fragments de cercueil en bois inscrits pour le même Sobekhotep ont été mis au jour dans des tombes plus tardives de la Deuxième Période intermédiaire, adjacentes à S10. Ces fragments indiquent une date de la fin du Moyen Empire pour la construction de S10. Alors que les premiers articles de presse, publiés juste après ces découvertes, désignaient le roi Sobekhotep Ier comme le possible propriétaire de la tombe, des analyses plus poussées indiquent aujourd'hui que S10pourrait plutôt appartenir à Sobekhotep IV.
En effet, non seulement les fragments de cercueil en bois mis au jour indiquent une date de fin du Moyen Empire pour la construction de S10, mais sa taille signifie que son propriétaire aurait dû régner assez longtemps pour l'achever. Il ne reste donc que Sobekhotep III, IV et VI comme possibilités, Sobekhotep IV étant le plus probable puisqu'il a joui du plus long règne de ces trois rois. De plus, Sobekhotep IV est le seul de ces rois dont on sait avec certitude qu'il a entrepris d'autres travaux à Abydos. En corollaire, la tombe S9 appartient probablement au prédécesseur et frère de Sobekhotep IV, Néferhotep Ier,. Ceci est peut-être indirectement confirmé par l'observation que Sobekhotep IV et Néferhotep Ier sont tous deux connus pour avoir été particulièrement actifs à Abydos.